# Peter Worsley
Peter Maurice Worsley (6 de mayo de 1924 – 15 de marzo de 2013) fue un destacado sociólogo y antropólogo social británico. Fue una importante figura tanto de la antropología como de la sociología, destacando también por introducir el término tercer mundo al inglés. No solo ha realizado contribuciones teóricas y etnográficas, sino que también es considerado como figura clave en la fundación de la Nueva Izquierda.

## Primeros años y educación
Nacido en Birkenhead, Worsley comenzó a leer inglés en el Emmanuel College, en Cambridge, pero sus estudios fueron interrumpidos por el estallido de la Segunda Guerra Mundial. Sirvió en el Ejército Británico bajo el rango de oficial en África y en la India.  Durante ese período, desarrolló su interés en la antropología. Después de la guerra, trabajó sobre la educación obligatoria en Tanganica y posteriormente fue a estudiar bajo la tutela de Max Gluckman, en la Universidad de Mánchester. Obtuvo su doctorado en la Universidad Nacional Australiana en Camberra.

## Carrera
Impartió conferencias de sociología en la Universidad de Hull, y en 1964, se convirtió en el primer profesor de sociología en la Universidad de Mánchester.

## Premios
En 1955, fue galardonado con el Premio Curl Bequest, otorgado por el Real Instituto Antropológico por su obra The kinship system of the Tallensi: a revaluation (Publicado en JRAI 1956, pp. 37–75).

## Principales obras
- Worsley, P. (1957), The Trumpet Shall Sound: A study of cargo cults in Melanesia, London: MacGibbon & Kee. Ediciones posteriores por MacGibbon & Kee, 1968; y Schocken Books, 1968, 1986 y 1987.
- Worsley, P. (1977) [1964], The Third World, Nature of Human Society Series (3° impresión, 2° edición americana), Chicago: University of Chicago Press; London: George Weindenfeld & Nicholson, ISBN 0-226-90751-1.
- Worsley, P. (1970), Modern Sociology: Introductory Readings, Harmondsworth, Reino Unido: Penguin, ISBN 0-14-080221-5.
- Worsley, P., Bechhofer, F., Brown, R., Jeffreys, M., McIntosh, M., Newby, H. y eds. (1970), Introducing Sociology, Harmondsworth, Reino Unido: Penguin. Ediciones posteriores en 1973, 1977 y 1979 - Se vendieron más de un millón de copies del libro.
- Worsley, P., ed. (1972), Problems of Modern Society: A Sociological Perspective, Harmondsworth, Reino Unido: Penguin Books. ISBN 0-14-080291-6. También publicado en 1978.
- Worsley, P. (1975), Inside China, London: A. Lane, ISBN 0-7139-0796-7.
- Worsley, P., (1984), The Three Worlds: Culture and World Development, Chicago: University of Chicago Press, ISBN 0-226-90754-6. Publicaciones posteriores por Weinderfeld & Nicolson (Londres), 1984 y 1988- ISBN 0-297-78346-7.
- Worsley, P. (1997), Knowledges: Culture, Counterculture, Subculture, Nueva York: The New Press & W.W. Norton, ISBN 1-56584-383-5. Publicaciones posteriores en 1998 y 1999. Alternative ISBN 1-56584-555-2.
- Worsley, P. (1982), Marx and Marxism, Key Sociologist series, Cichester, Reino Unido: Ellis Horwood; Londres y Nueva York: Tavistock Publications, ISBN 0-85312-348-9. recuperado el 4 de octubre de 2010. Publicaciones posteriores por Routledge en 1989 y 1990 ISBN 0-415-04321-2; 2002, ISBN 0-415-28537-2